# هنري ليباسك
هنري لاباسك (25 سبتمبر 1865 - 7 أغسطس 1937) كان رسامًا فرنسيًا من المدرسة ما بعد الانطباعية. وُلِد في شامبينيه (مان ولوار). تُعرض أعماله في المتاحف الفرنسية، لا سيما في أنجيه، وجنيف (القصر الصغير)، وليل (متحف الفنون الجميلة)، ونانت، وباريس (متحف أورسيه).

## التعليم والتطور الفني
بدأ تعليمه في مدرسة الفنون الجميلة الإقليمية في أنجيه، ثم انتقل إلى باريس عام 1886. هناك، بدأ لاباسك دراسته تحت إشراف ليون بونات، كما ساعد فرديناند هومبير في تنفيذ الجداريات الزخرفية في البانثيون. خلال هذه الفترة، التقى بكاميل بيسارو وأوغوست رينوار اللذين كان لهما تأثير كبير على أعماله لاحقًا.

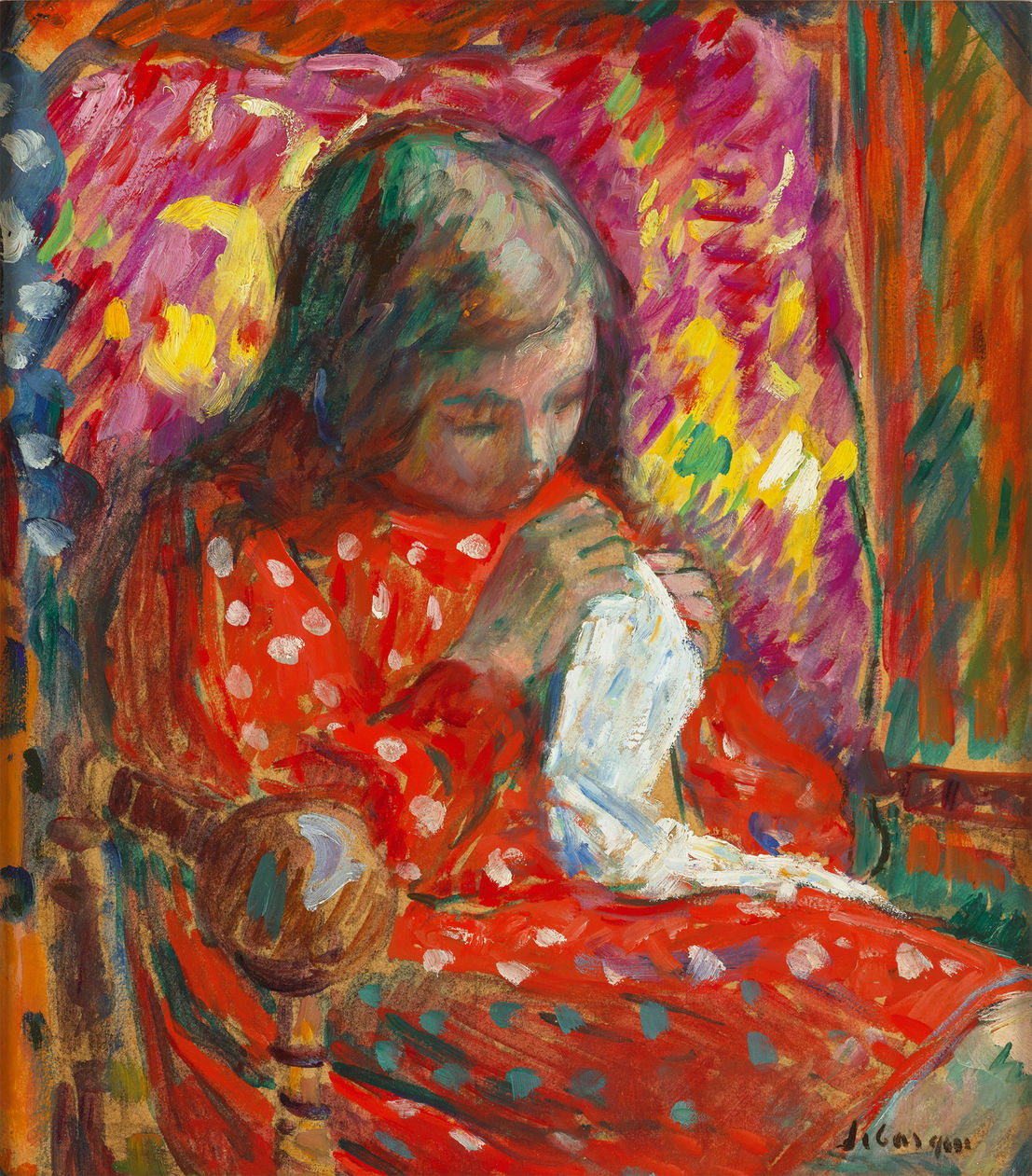
هنري ليباسك،فتاة صغيرة تخيط، كاليفورنيا. 1906

تأثرت رؤية لاباسك باتصاله بالرسامين الشباب، وخاصة إدوارد فويار وبيير بونرد، مؤسسي حركة "لي نابي"، وهي مجموعة من الرسامين الحميميين الذين ركزوا في البداية على هدوء ودفء الموضوعات المنزلية. ومن خلال معرفته الأولى بجورج سورا وبول سينياك، تعلم لاباسك أهمية نظرية الألوان التي تؤكد على استخدام الألوان التكميلية في التظليل.

## حياة مهنية
كان هنري لاباسك من الأعضاء المؤسسين لمعرض الخريف عام 1903، إلى جانب صديقه هنري ماتيس، كما عرض أعماله في معرض المستقلين. وبعد عامين، شارك في المعرض إلى جانب مجموعة من الفنانين، من بينهم جورج رووه، وأندريه ديرين، وهنري أوتمان، وإدوارد فويار، وماتيس. بالإضافة إلى ذلك، كوّن لاباسك صداقات مع فنانين مثل راؤول دوفي، ولويس فالتات، وهنري مانجوين، الذي كان له الفضل في تعريفه بجنوب فرنسا.
إن الفترة التي قضاها في جنوب فرنسا أدت إلى تحول جذري في لوحات لوباسك، مما أدى إلى تغيير لوحة الألوان الخاصة به إلى الأبد. .
وقد حقق ليباسك بعض النجاح التجاري خلال حياته. عمل على ديكورات مسرح الشانزليزيه والسفينة السياحية العابرة للأطلسي .
توفي في كانيت ، الألب البحرية في عام 1937.

## معرض اللوحات

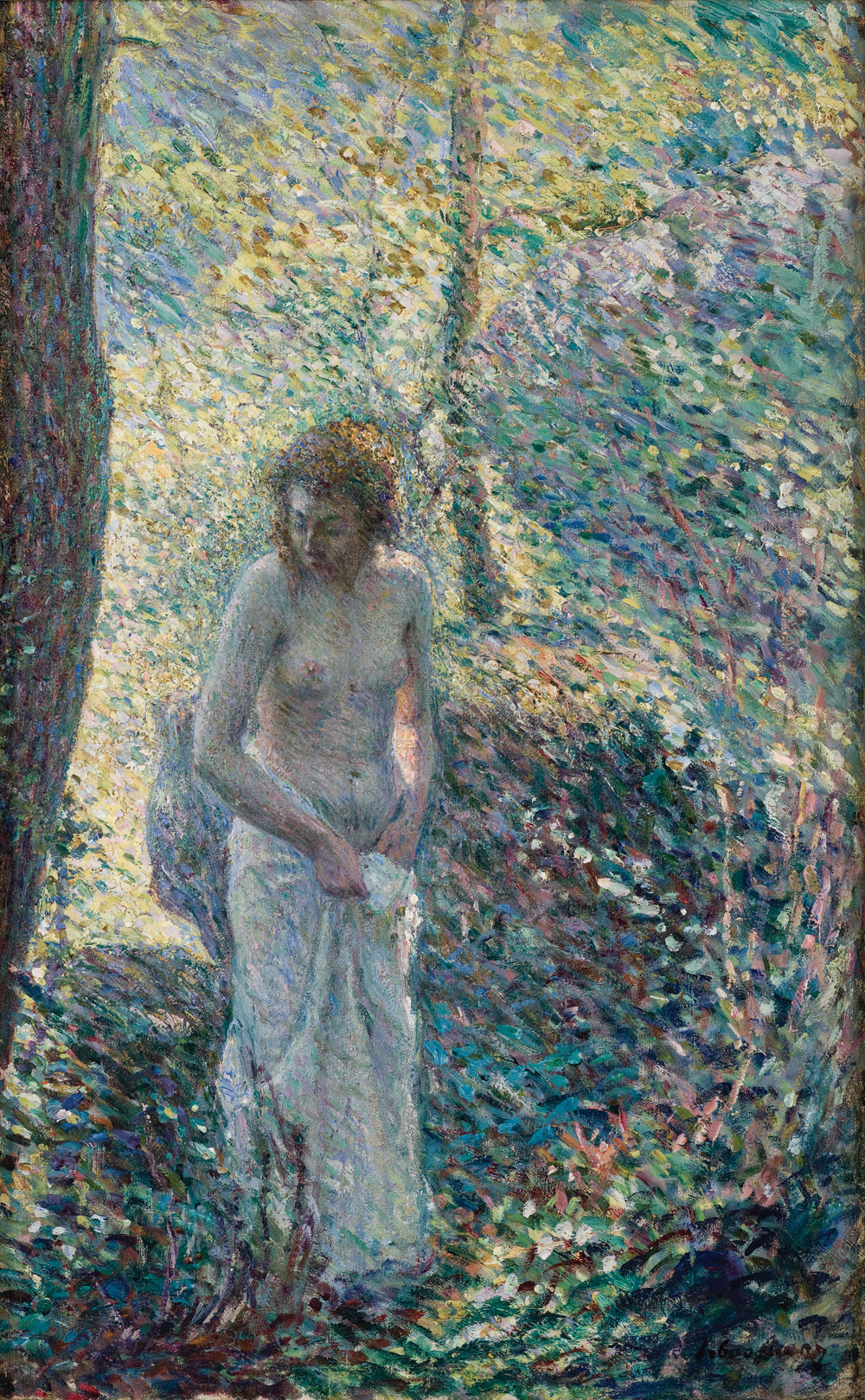
أونا جوفين إن البوسك ، 1897؛ متحف آرتي دي بونس
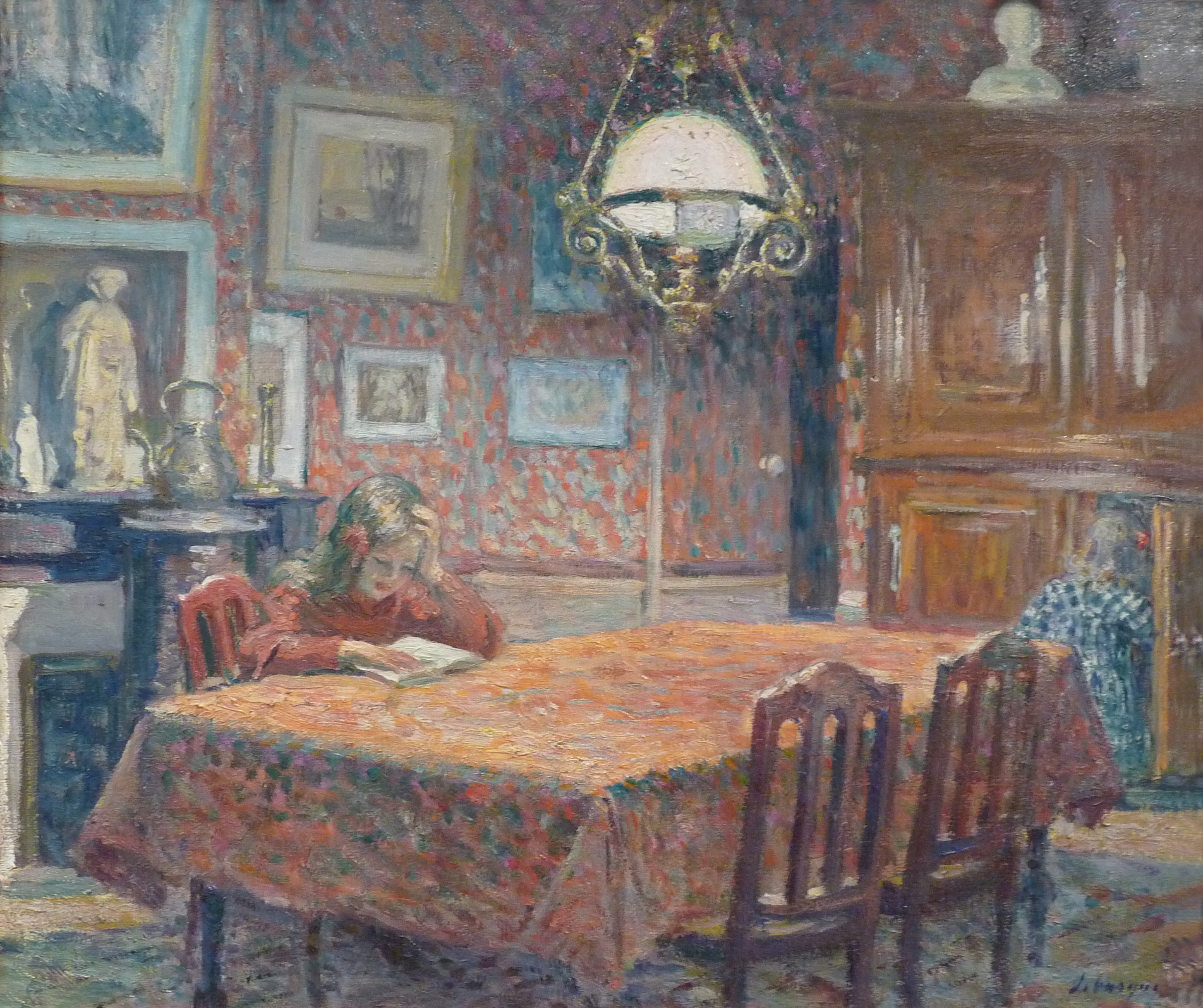
تحت المصباح ، 1904؛ متحف الفنون الجميلة في نانسي
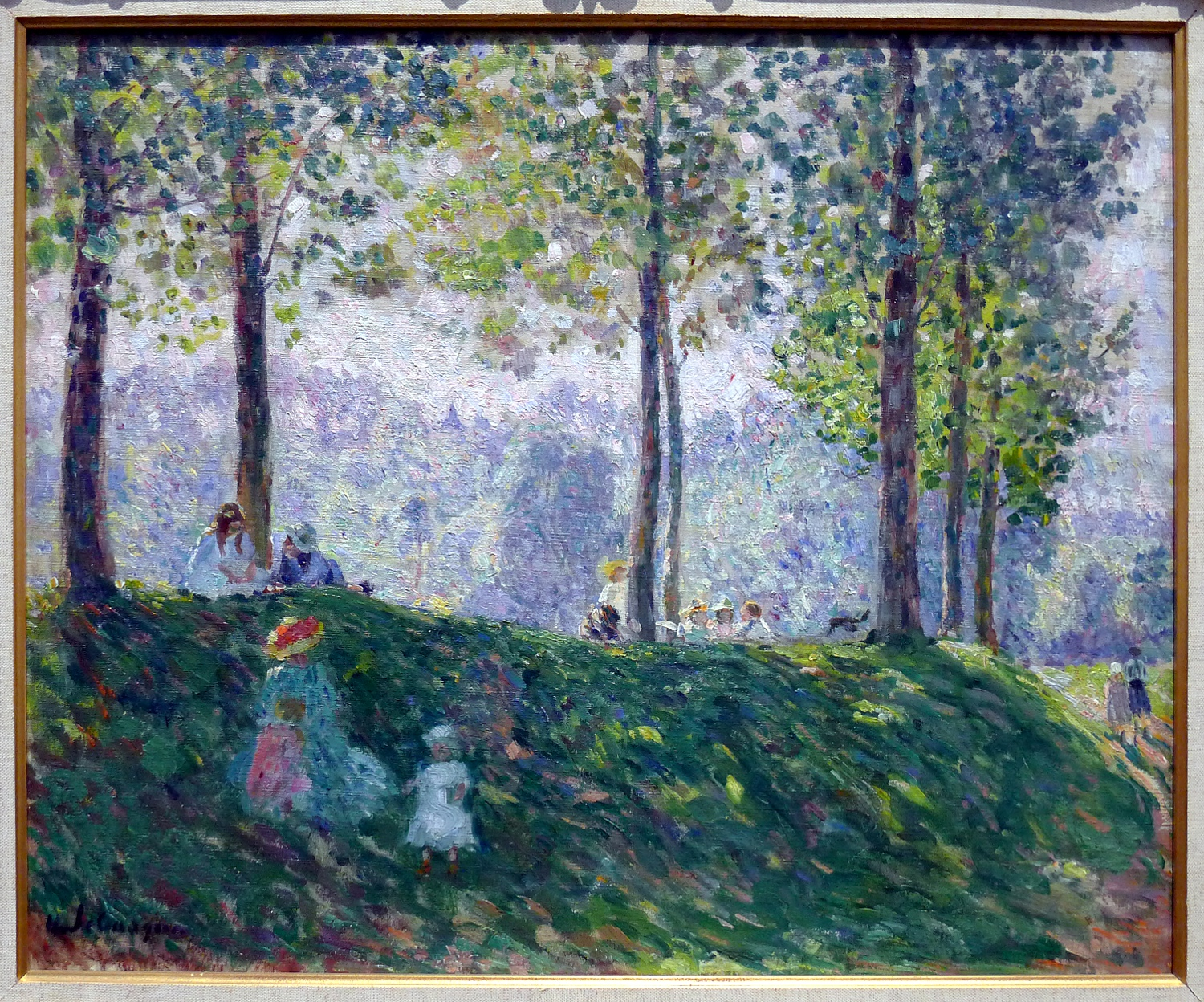
بعد الظهر في الحديقة ، 1911، متحف فالراف-ريتشارتز .
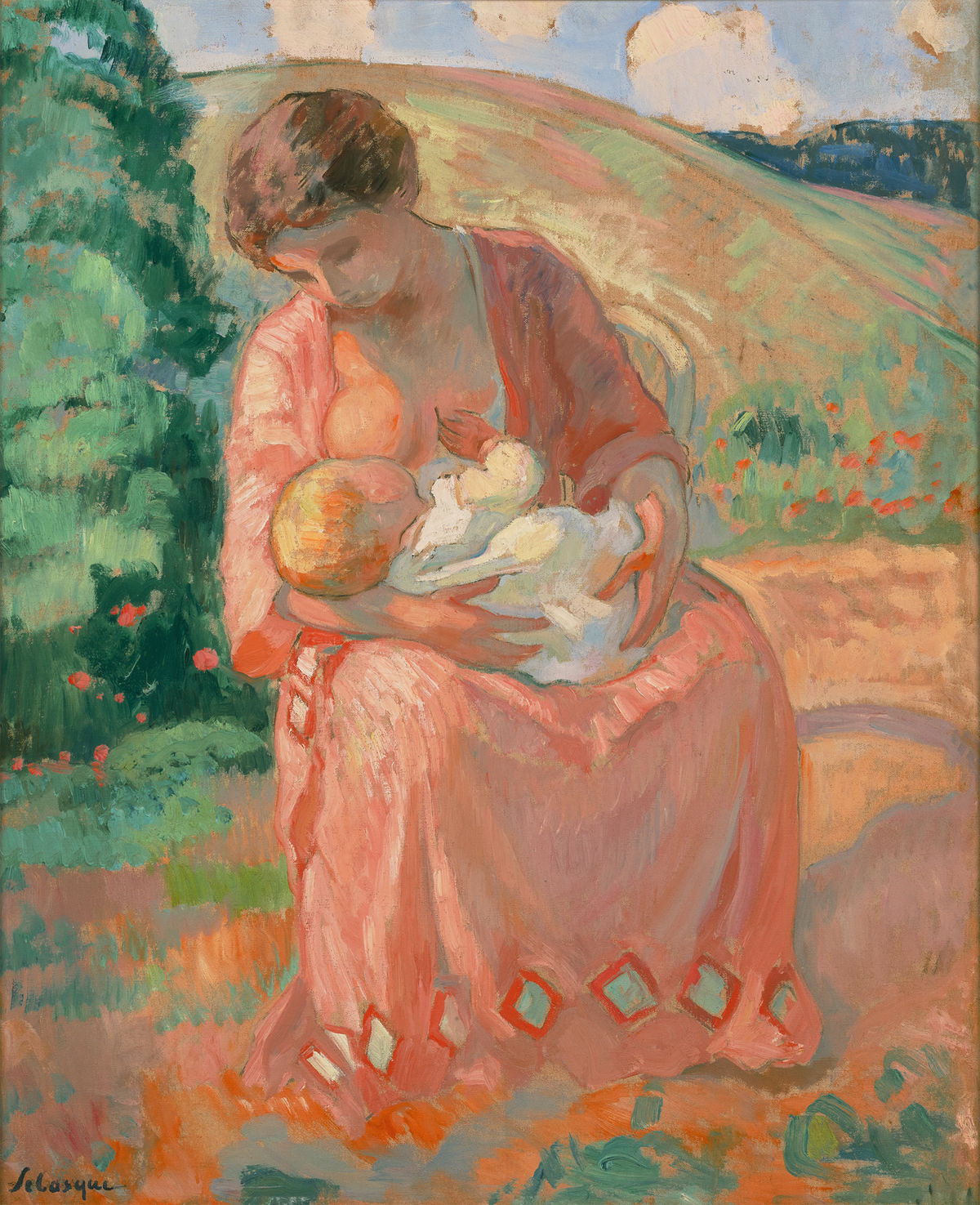
الأمومة، 1912؛ مجموعة خاصة.
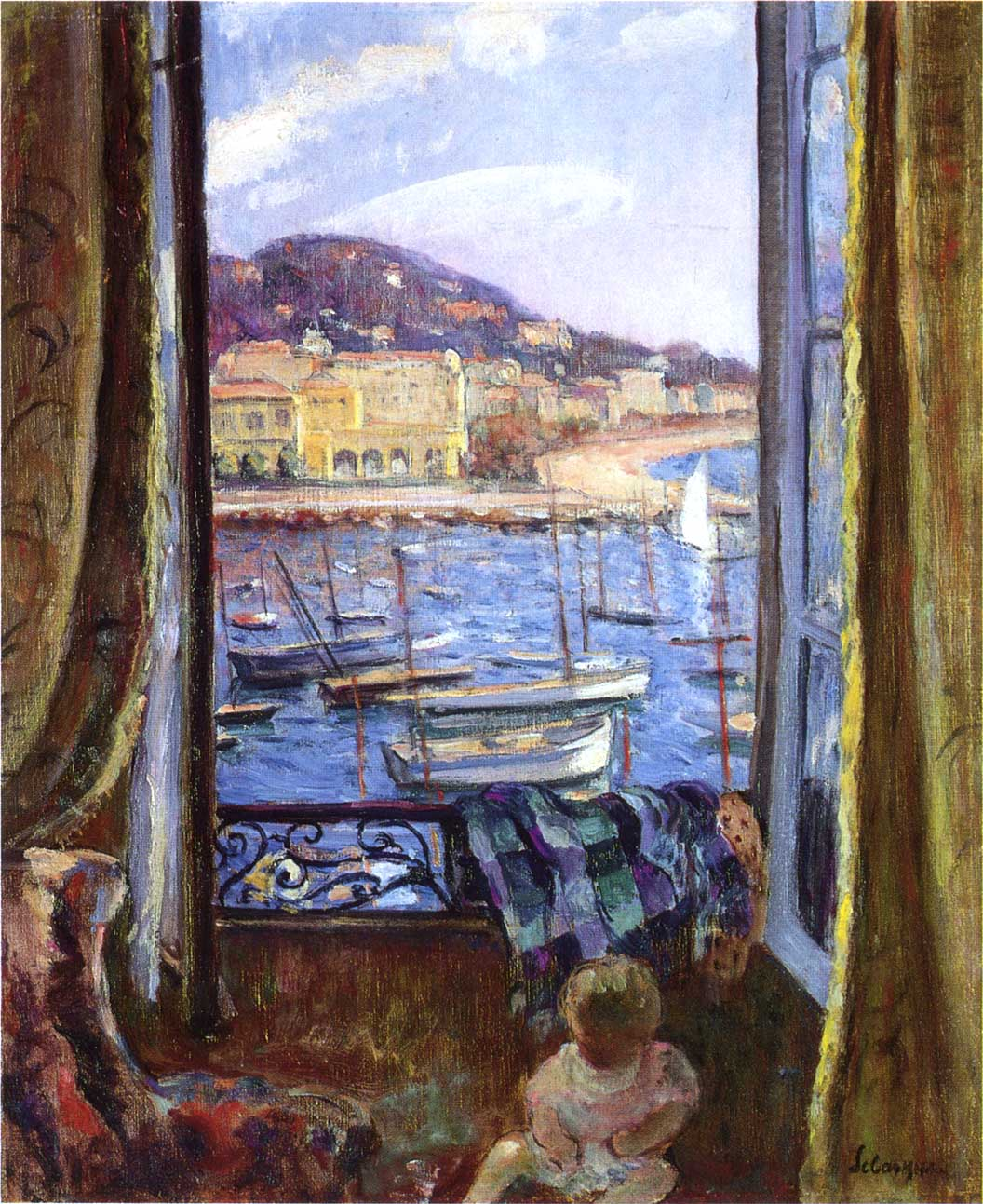
رصيف سان بيير في كان
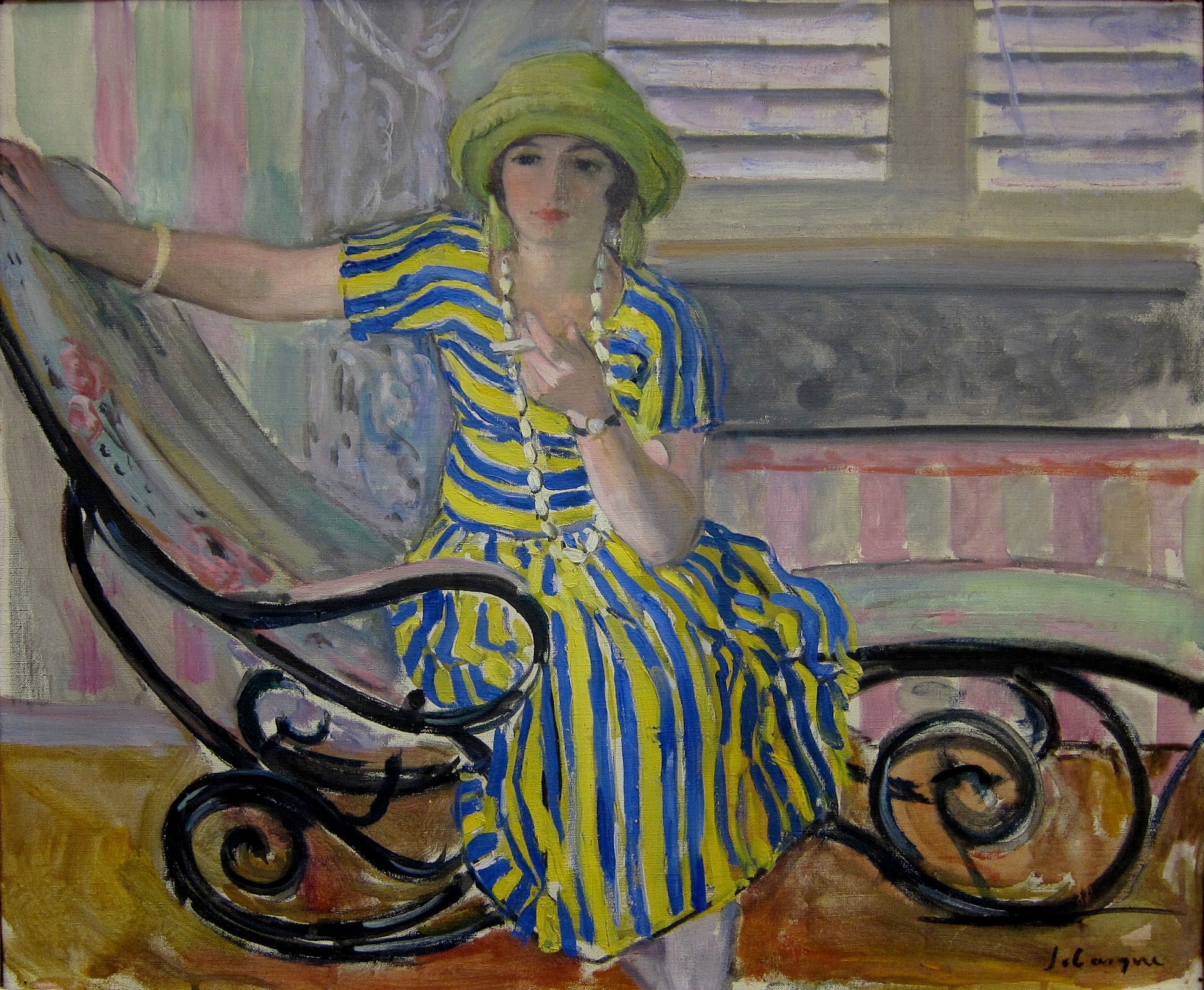
لا سيجارة, 1921; متحف الفن والصناعة في روبيه

## روابط خارجية
- Henri Lebasque Bio - Findlay Galleries
- Benezit Dictionary of Artists, 2006, site Oxford Index (subscription or library membership required)
- Galerie du Post-Impressionnisme – Works by Henri Lebasque
- Musée d'Orsay – Collections catalogue
- Works Henri Lebasque in the museums of France; Joconde, culture.gouv.fr
- Sur Le Balcon - Henri Lebasque at the gallery Georges Petit (Hôtel Drouot) archive.org